# Otto Oberholzer
Otto Christian Oberholzer (* 11. Dezember 1919 in Zürich; † 10. Oktober 1986 in Kiel) war ein Schweizer Skandinavist und Hochschullehrer in Deutschland. Er wirkte zuletzt als ordentlicher Professor an der Universität Kiel.

## Leben
Otto Oberholzer studierte nach seiner Reifeprüfung am Gymnasium in St. Gallen von 1938 bis 1945 Germanistik, Geschichte und Nordistik an der Universität Zürich und der Universität Basel (1943). Im Jahr 1945 wurde er in Zürich bei dem bedeutenden Germanisten Emil Staiger zum Doktor der Philosophie promoviert. Von 1945 bis 1949 war er in Schweden Lektor für Germanistik an der Universität Lund. In den Jahren von 1951 bis 1956 arbeitete er als Feuilletonredakteur des Winterthurer Tageblatt.
Seine Habilitation an der Universität Zürich erfolgte 1955, dort lehrte er von 1955 bis 1968 als Privatdozent für Skandinavische Literaturgeschichte und Neuere Deutsche Literaturgeschichte. Von 1956 bis 1968 arbeitete er außerdem als Gymnasiallehrer an der Kantonschule von Winterthur für die Fächer Deutsch und Geschichte.
Nachdem er 1967/68 als Präzeptor für Deutsche Literatur an der Universität Stockholm tätig gewesen war, wurde er 1968 auf eine ordentliche Professor für Skandinavistik, Frisistik und Allgemeine Sprachwissenschaft an der Christian-Albrechts-Universität zu Kiel berufen, wo er bis zu seinem Eintritt in den Ruhestand 1985 Nordische Philologie lehrte. Mit seiner Berufung nach Kiel wurde er der erste Lehrstuhlinhaber für Neuere skandinavische Literatur in Deutschland.
Im Jahr 1970 gründete er die Zeitschrift Skandinavistik und erhielt er den Übersetzer-Preis der Svensks Akademi Stockholm. 1971 begann er mit der Herausgabe der Schriftenreihe Skandinavistische Studien. 1982 wurde ihm die Ehrendoktorwürde der Universität Linköping verliehen. Für seine Übersetzung von Werken Pär Lagerqvists wurde er mehrfach ausgezeichnet. Oberholzer war Mitglied der Ventenskaps-Societeten Lund und der Vitterhats Akademi Stockholm. 1985 wurde er Ritter des Königlich Schwedischen Nordstern-Ordens I. Klasse.
Otto Oberholzer hatte 1973 Inge Hass geheiratet und die Töchter Susan, Annette und Therese aus erster Ehe.

## Schriften (Auswahl)
- Richard Beer-Hofmann. Werk und Weltbild des Dichters; mit einem Bildnis des Dichters. Francke, Bern 1947 (zugleich Dissertation Universität Zürich 1945).
- Kleines Lexikon der Weltliteratur. Francke, Bern 1946.
- Pär Lagerqvist. Studien zu seiner Prosa und zu seinen Dramen. Winter, Heidelberg 1958 (zugleich Habilitationsschrift Universität Zürich 1955).
- (Übers.): Pär Lagerqvist / Pilger auf dem Meer. Ein Roman. Verlag Die Arche, Zürich 1963.
- (Übers.): Pär Lagerqvist / Das Heilige Land. Roman. Verlag Die Arche, Zürich 1965.
- (Übers.): Pär Lagerqvist / Der Henker. 1967.
- (Übers.): Pär Lagerqvist / Mariamne. Verlag Die Arche, Zürich 1968.
- (Übers.): Pär Lagerqvist / Sechs Erzählungen. 1968.
- Herder's Übersetzungen aus dem Nordischen. In: Nerthus. Band 2, 1969, S. 94–116.
- H. W. Gesternberg: „Das Gedicht eines Skalden“. Kieler Antrittsvorlesung vom 29. Januar 1969. In: Skandinavistik. Band 0, 1970, S. 1–17.
- als Hrsg.: Skandinavistik. 1971 ff.
- als Hrsg.: Skandinavische Studien. 1971 ff.
- Skandinavische Lyrik der Gegenwart. Augustin, Glückstadt 1973.
- Villy Sörensen. 1974.
- Das Schicksal der Komödien Holbergs in den deutschsprachigen Ländern. In: Gert Mellbourn (Hrsg.): Germanistische Streifzüge. Festschrift für Gustav Korlén (= Stockholmer germanistische Forschungen. Band 16). Almqvist & Wiksell, Stockholm 1974, S. 168–183.
- (Übers.): Pär Lagerqvist / Der Zwerg. Verlag Volk und Welt, Berlin 1978.
- Fröding und Deutschland. Modellfall Narkissos. In: Helmut Müssener (Hrsg.): Nicht nur Strindberg. Kulturelle und literarische Beziehungen zwischen Schweden und Deutschland 1870–1933 (= Stockholmer germanistische Forschungen. Band. 41). Almqvist & Wiksell, Stockholm 1979, ISBN 91-22-00277-4, S. 279–307.
- Wandlungen des Strindbergbildes in Deutschland. In: Wilhelm Friese (Hrsg.): Strindberg und die deutschsprachigen Länder (= Beiträge zur nordischen Philologie. Band 8). Helbing & Lichtenhahn, Basel 1979, ISBN 3-7190-0724-3, S. 23–43.
- Strindberg und die Komödientheorie. In: Oskar Bandle (Hrsg.): Strindbergs Dramen im Lichte neuerer Methodendiskussionen (= Beiträge zur nordischen Philologie. Band 11). Helbing & Lichtenhahn, Basel 1981, ISBN 3-7190-0802-9, S. 97–118.
- Aufklärung, Klassizismus, Vorromantik. In: Fritz Paul (Hrsg.): Grundzüge der neueren skandinavischen Literaturen (= Grundzüge. Band. 41). Wissenschaftliche Buchgesellschaft, Darmstadt 1982, ISBN 3-534-08047-5, S. 39–85.

Festschrift
- Wolfgang Butt (Hrsg.): Der nahe Norden. Otto Oberholzer zum 65. Geburtstag; eine Festschrift. Lang, Frankfurt/M. 1985, ISBN 3-8204-5349-0 (Bibliographie Otto Oberholzer S. 325ff.)